# Jug
Jug je ena od štirih glavnih strani neba. Južna smer vedno kaže proti južnemu polu zemlje. Strani neba služijo za navigacijo in podajanje koordinat. V sociološkem smislu jug pomeni nerazvito območje.